# Vanessa Nakate

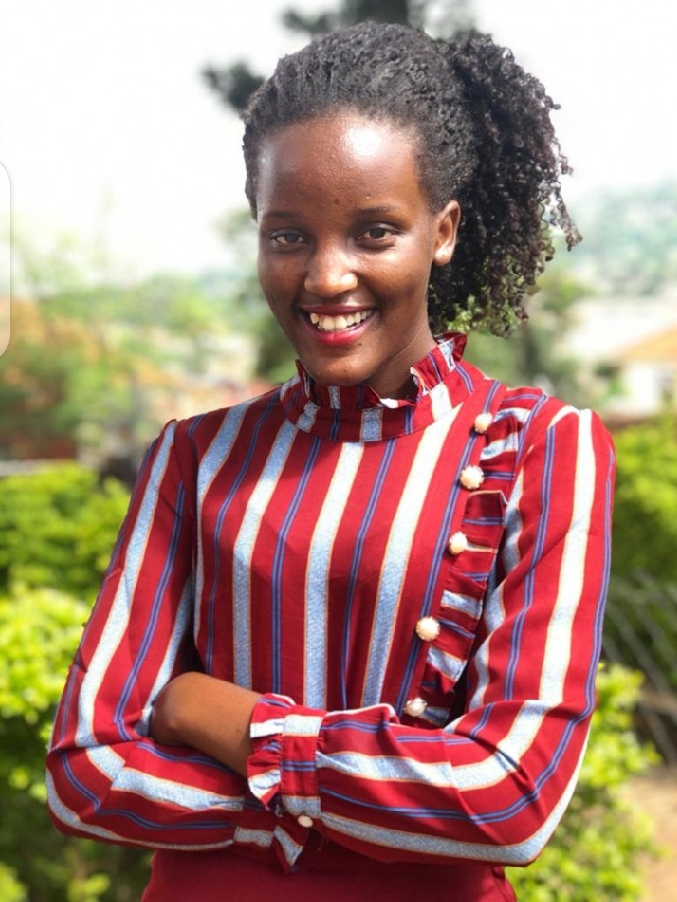
Vanessa Nakate, 2020

Vanessa Nakate (anhörenⓘ; * 15. November 1996) ist eine ugandische Klimaschutzaktivistin, die sich unter anderem für Fridays for Future in Uganda engagiert.

## Leben

### Herkunft und Ausbildung
Nakate wuchs in der ugandischen Hauptstadt Kampala auf. Ihr Vater war Vorsitzender eines Rotary-Clubs in der Stadt und dort unter anderem an Baumpflanzaktionen und anderer Wohltätigkeitsarbeit beteiligt. Sie hat einen Abschluss in Betriebswirtschaftslehre von der Makerere-Universität, den sie im Januar 2019 erlangte.

### Klimaschutzaktivismus
Nach ihrem Studienabschluss arbeitete Nakate ehrenamtlich bei Rotary International und untersuchte dort, was ihre Heimatregion am stärksten bedrohe. Sie gibt an, dass sie in dieser Zeit erkannte, dass die globale Erwärmung eine Bedrohung darstelle. Während ihrer Recherchen sei sie auch auf Fridays for Future gestoßen. Nachdem sie die zunächst geplanten Streiks noch verschob, da sie sich den Druck der Plakate nicht leisten konnte, begann sie im Januar 2019 mit ihren Geschwistern unter anderem vor dem ugandischen Parlamentsgebäude zu streiken. Viele der Studenten, die sie bat mit ihr gemeinsam zu protestieren, sagten aus Angst vor Strafen ab. Nakate erklärte, dass man in Uganda niemanden dazu auffordern könne, der Schule oder Universität fernzubleiben, um sich an Protesten zu beteiligen wie etwa bei der europäischen Fridays-for-Future-Bewegung. Grund dafür sei, dass Bildung in Uganda ein kostbares Gut sei.
Nakate ist Vorsitzende einer Initiative, die den tropischen Regenwald in Kongo schützen will. Eines ihrer weiteren Anliegen ist es, Kindern in Afrika mehr über die Ursachen und Folgen des Klimawandels beizubringen. Sie gründete die Organisation Youth for Future Africa sowie gemeinsam mit Evelyn Acham die afrikanische Rise Up Movement.
Im Dezember 2019 nahm sie an der UN-Klimakonferenz 2019 in Madrid teil. Nakate wurde im Dezember 2020 in der 100-Women-2020-Liste der British Broadcasting Corporation (BBC) aufgeführt. Im Jahr 2021 begann Nakate sich verstärkt auch in Europa zu engagieren. Zudem veröffentlichte sie ein Buch, das in deutscher Sprache unter dem Titel Unser Haus steht längst in Flammen erschien. Nakate besuchte im Herbst 2021 unter anderem den Tagebau Garzweiler, sprach auf dem Jugend-Klimagipfel 2021 in Mailand und war bei der UN-Klimakonferenz 2021 in Glasgow anwesend. France 24 bezeichnete sie Ende Oktober 2021 als „Sprachrohr Afrikas“. Gemeinsam mit Greta Thunberg veröffentlichte sie im Oktober 2021 einen Beitrag im Nachrichtenmagazin Time, in dem die beiden Journalisten aufforderten, mehr über die Klimakrise zu berichten.
Der bekannte ugandische Klimaschützer Nyombi Morris wurde nach eigener Aussage von Nakate zu seinem Engagement für den Klimaschutz motiviert.

## Kontroverse um Pressebild
Im Januar 2020 war sie beim Weltwirtschaftsforum in Davos anwesend. Bei einer Pressekonferenz sagte sie dort, dass es nicht genug sei, dass die Wirtschaftselite Aktivistinnen wie ihr zuhöre, sondern sie auch handeln müssten, wenn sie die Aktivisten nicht ignorieren wollten. Ein Foto in einem Artikel der Presseagentur Associated Press (AP) über die in Davos anwesenden Klimaaktivistinnen wurde so beschnitten, dass Nakate, die eigentlich am linken Rand eines Pressebilds zu sehen war, nicht mehr abgebildet war. Das Bild wurde von der AP an Zeitungsverlage weiterverkauft, die nun ebenfalls dieses Bild in der zugeschnittenen Version verwendeten. Das Vorgehen löste eine Rassismusdebatte aus, da Vanessa Nakate als einzige nichtweiße Aktivistin aus dem Bild entfernt wurde. Nakate selbst äußerte sich auf Twitter dazu wie folgt: „Ihr habt nicht nur ein Foto gelöscht. Ihr habt einen Kontinent gelöscht.“ Die Presseagentur entschuldigte sich daraufhin bei ihr.

## Auszeichnungen
2022 erhielt Nakate den erstmals verliehenen Helmut-Schmidt-Zukunftspreis. In ihrer Ansprache bei der Preisverleihung stellte sie – virtuell – Bundeskanzler Scholz im Kontrast zu Helmut Schmidt die Frage „Was ist ihr Vermächtnis, Herr Scholz?“
In der Rede begründete sie ihre Frage so:
Im Abschlusskommuniqué der G7, angeführt von Bundeskanzler Scholz, wurde entschieden, die führenden Klimawissenschaftler der Welt, die Internationale Energieagentur und selbst UN-Generalsekretär Guterres zu ignorieren. Statt ihnen zu folgen, wurden neue Investitionen in Gas gefordert. Diese beschämende Entscheidung bedeutet neue Emissionen für Jahrzehnte.